# Tony Pithey
Anthony John Pithey (* 17. Juli 1933 in Umtali, Südrhodesien; † 17. November 2006 in Southbroom, Südafrika) war ein in Südrhodesien geborener Cricketspieler, der zwischen 1957 und 1965 für die südafrikanische Nationalmannschaft spielte.

## Kindheit und Ausbildung
Pithey hatte einen Bruder David Pithey, der ebenfalls Cricket für Südafrika spielte.

## Aktive Karriere
Pithey gab sein First-Class-Debüt in der Saison 1950/51 für Rhodesien. Sein Test-Debüt für Südafrika folgte im Januar 1957 gegen England. Auch war er Teil des Teams, dass im Juni 1960 in England eine Tour absolvierte. Doch ragte er bei beiden Touren nicht heraus. Seinen nächsten Einsatz im Nationalteam hatte er in der Saison 1963/64 in Australien, wo ihm im zweiten Test ein Fifty über 76 Runs und im dritten piel der Serie ein weiteres über 53* Runs gelang. Im Jahr darauf kam England ein weiteres Mal nach Südafrika. Dabei konnte er zunächst im zweiten Test ein Fifty über 85 Runs beisteuern. Im dritten Spiel der Serie erreichte er sein einziges Test-Century seiner Karriere, als er 154 Runs erreichte. In der vierten Begegnung gelang ihm ein weiteres Fifty über 95 Runs. Dies war seine letzte Tour für Südafrika. Er erhielt zwar noch das Angebot an der folgenden Tour in England teilzunehmen, was er jedoch aus geschäftlichen Gründen ablehnte. Sein letztes First-Class-Spiel absolvierte er in der Saison 1968/69.

## Nach der aktiven Karriere
Nach seinem Karriereende verblieb er in der Administration des Spiels und war Teil des Auswahlkomitees als Südafrika im Jahr 1991 nach seiner Suspension wieder ins internationale Cricket zurückkehrte. Er verstarb nach langer Krankheit im November 2006 im Alter von 73 Jahren.